# Luzillat
Luzillat ist eine französische Gemeinde mit 1.157 Einwohnern (Stand 1. Januar 2022) im Département Puy-de-Dôme in der Region Auvergne-Rhône-Alpes (vor 2016 Auvergne). Die Gemeinde gehört zum Arrondissement Riom (bis 2017 Thiers) und zum Kanton Maringues.

## Geografie
Luzillat liegt etwa 25 km ostnordöstlich von Riom am Morge und am Allier, der die Gemeinde im Südosten begrenzt. Umgeben wird Luzillat von den Nachbargemeinden Saint-Denis-Combarnazat im Norden und Nordwesten, Beaumont-lès-Randan im Norden, Mons im Norden und Nordosten, Limons im Osten, Charnat im Osten und Südosten, Vinzelles im Süden, Maringues im Südwesten sowie Saint-André-le-Coq im Westen.

## Bevölkerungsentwicklung
| Jahr                       | 1962 | 1968 | 1975 | 1982 | 1990 | 1999 | 2006 | 2018 |
| Einwohner                  | 790  | 764  | 716  | 669  | 747  | 775  | 800  | 1132 |
| Quellen: Cassini und INSEE |      |      |      |      |      |      |      |      |

## Kultur und Sehenswürdigkeiten
- Kirche St. Stephanus
- Reste der Turmhügelburg (Motte) Montgacon (früher Montgascon) auf der Butte de Montgacon; die Burg wurde in einer Reihe mit anderen Burgen entlang des Allier zu Sicherung der Ostgrenze Aquitaniens angelegt und 1052 erstmals erwähnt. Sie war kam aufgrund der Hochzeit von Graf Robert VI. von Auvergne mit Beatrice von Montgacon im Jahr 1279 in den Besitz der Grafen von Auvergne. 1632 befahl Kardinal Richelieu, die Burg abzureißen, lediglich ein Turm und die Kapelle blieben erhalten.